# 쓰름매미
쓰름매미(Meimuna mongolica)는 애매미속에 속하는 매미이다. 몸 빛깔은 짙은 회색이며 녹색 무늬가 나 있다. 몸에는 흰 가루가 덮여 있으며 배 끝에 흰색 무늬가 있다. 암컷은 긴 산란관이 있다.
'쓰르람 쓰르람'하는 소리로 울며, 한여름에는 높은 가지에 앉아 운다. 주로 7월 하순~8월 하순경에 나타난다. 보통 쓰르라미라고도 부른다.

## 애매미와의 차이
애매미와 같은 속인 쓰름매미는 생김새가 비슷하다. 하지만 몸의 무늬와 울음소리에서 확연한 차이를 보이는데, 복잡한 소리를 가진 애매미와 달리 쓰름매미는 '쓰르람 쓰르람'하고 단조롭게 소리내는 편이다.

## 잘못된 일본어 번역
일본어 히구라시(ヒグラシ)는 저녁매미인데, 쓰름매미와 엄연히 다른 종인데도 불구하고 이것이 쓰르라미로 잘못 번역되기도 한다.
쓰르라미 울 적에 같은 일본 작품 번역과정에서 심심찮게 언급되는 쓰르라미는 이 쓰름매미가 아닌 저녁매미를 가리키며, 일본에는 쓰름매미가 서식하지 않기 때문에 저녁매미를 쓰르라미로 표기하는 것은 오동정한 것이다.

## 같이 보기
- 애매미
- 저녁매미